# Episodi de La squadra del cuore (terza stagione)
La terza stagione della serie televisiva La squadra del cuore è stata trasmessa in anteprima negli Stati Uniti d'America dalla NBC tra il 6 settembre 1997 e il 6 dicembre 1997.
| nº | Titolo originale         | Titolo italiano | Prima TV USA      | Prima TV Italia |
| -- | ------------------------ | --------------- | ----------------- | --------------- |
| 1  | Team Captain             |                 | 6 settembre 1997  |                 |
| 2  | Sexual Harrassment       |                 | 6 settembre 1997  |                 |
| 3  | First Game of the Season |                 | 20 settembre 1997 |                 |
| 4  | Fighting Words           |                 | 20 settembre 1997 |                 |
| 5  | No Smoking               |                 | 27 settembre 1997 |                 |
| 6  | Coach Fuller's Car       |                 | 27 settembre 1997 |                 |
| 7  | Julie's Guy              |                 | 4 ottobre 1997    |                 |
| 8  | Playing with Pain        |                 | 4 ottobre 1997    |                 |
| 9  | Not a D'Amata            |                 | 11 ottobre 1997   |                 |
| 10 | Kristy's Other Mother    |                 | 11 ottobre 1997   |                 |
| 11 | The Hustlers             |                 | 18 ottobre 1997   |                 |
| 12 | Fuller's Rival           |                 | 18 ottobre 1997   |                 |
| 13 | The Perfect Girl         |                 | 25 ottobre 1997   |                 |
| 14 | Blood Drive              |                 | 25 ottobre 1997   |                 |
| 15 | Teen Mom                 |                 | 1º novembre 1997  |                 |
| 16 | Midnight Basketball      |                 | 1º novembre 1997  |                 |
| 17 | Mary Beth's Parents      |                 | 8 novembre 1997   |                 |
| 18 | The Laugh Riot           |                 | 8 novembre 1997   |                 |
| 19 | Love on the Rockies      |                 | 15 novembre 1997  |                 |
| 20 | Fuller's Camp            |                 | 15 novembre 1997  |                 |
| 21 | Kristy Connor            |                 | 22 novembre 1997  |                 |
| 22 | Game Point               |                 | 22 novembre 1997  |                 |
| 23 | Twister                  |                 | 29 novembre 1997  |                 |
| 24 | Goodnight Vince          |                 | 29 novembre 1997  |                 |
| 25 | The Curfew               |                 | 6 dicembre 1997   |                 |
| 26 | Fuller's Big Offer       |                 | 6 dicembre 1997   |                 |